# Михаил Остроградски
Михаил Васиљевич Остроградски (рус. Михаи́л Васи́льевич Острогра́дский, Шаблон:Lang-ua; 24. септембар 1801. – 1. јануар 1862) био је руски математичар, механичар и физичар козачког порекла. Остроградски је био ученик Тимофеја Осиповског и сматра се учеником Леонарда Ојлера, који је био познат као један од водећих математичара царске Русије.

## Живот
Остроградски је рођен 24. септембра 1801. у селу Пашенивки (у то време у Полтавској губернији, Руска Империја, (данашњи Кременчутски регион, Полтавска област, Украјина). Од 1816. до 1820. студирао је код Тимофеја Осиповског (1765–1832) и дипломирао на Царском универзитету у Харкову. Када је Осиповски суспендован на верским основама 1820. године, Остроградски је одбио да буде испитан и никада није добио докторат. Од 1822. до 1826. студирао је на Сорбони и Collège de France у Паризу. Године 1828. вратио се у Руској Империји и настанио се у Санкт Петербургу, где је изабран за члана Академије наука. Такође је постао професор на Главној војној инжењерској школи Руске Империје.
Остроградски је умро у Полтави 1862. године, у 60. години. Кременчутски национални универзитет Михаила Остроградског у у Кременчугу, Полтавска област, као и улица Остроградски у Полтави, носе његово име.

## Дело
Радио је углавном у математичким областима варијацијског рачуна, интеграције алгебарских функција, теорије бројева, алгебре, геометрије, теорије вероватноће и у областима примењене математике, математичке физике и класичне механике. У последњој, његов кључни допринос је у кретању еластичности тела и развоју метода за интеграцију једначина динамике и снаге флуида, пратећи радове Ојлера, Лагранжа, Пуасона и Кошија.
У Русији су његов рад у овим областима наставили Николај Брашман (1796–1866), Август Давидов (1823–1885) и посебно Николај Жуковски (1847–1921).
Остроградски није ценио рад Николаја Лобачевског о нееуклидској геометрији из 1823. године и одбацио га је, када је поднет за објављивање у Санктпетербуршкој академији наука.
Остроградски је био учитељ деце цара Николаја I.

### Теорема дивергенције
Године 1826. Остроградски је дао први општи доказ теореме дивергенције, коју је открио Лагранж 1762. године. Ова теорема се може изразити помоћу једначине Остроградског:
{\displaystyle \iiint _{V}\left({\partial P \over \partial x}+{\partial Q \over \partial y}+{\partial R \over \partial z}\right)dx\,dy\,dz=\iint _{\Sigma }\left(P\cos \lambda +Q\cos \mu +R\cos \nu \right)d\Sigma };
где су P, Q, и R диференцијабилне функције x, y, и z дефинисане на компактном региону V ограниченом глатком затвореном површином Σ; λ, μ, и ν су углови које спољашња нормала на Σ прави са позитивним x, y, и z оса респективно; а dΣ је елемент површине на Σ.

### Остроградсков метод интеграције
Његов метод за интеграцију рационалних функција је добро познат. Прво одвајамо рационални део интеграла разломке рационалне функције, збир рационалног дела (алгебарски разломак) и трансцендентални део (са логаритмом и аркус тангенсом). Друго, одређујемо рационални део без његовог интегрисања и додељујемо дати интеграл у облику Остроградског:
{\displaystyle \int {R(x) \over P(x)}\,dx={T(x) \over S(x)}+\int {X(x) \over Y(x)}\,dx,}
где су {\displaystyle P(x),\,S(x),\,Y(x)} познати полиноми степени p, s, y респективно, {\displaystyle R(x)} је познати полином степена који није већи од {\displaystyle p-1}, и {\displaystyle T(x),\,X(x)} су непознати полиноми степени који нису већи од {\displaystyle s-1} и {\displaystyle y-1} респективно.
Треће, {\displaystyle S(x)} је највећи заједнички делилац {\displaystyle P(x)} и {\displaystyle P'(x)}. Четврто, именилац преосталог интеграла {\displaystyle Y(x)} може се израчунати из једначине {\displaystyle P(x)=S(x)\,Y(x)}.
Када одузмемо обе стране горње једначине добићемо 

{\displaystyle R(x)=T'(x)Y(x)-T(x)H(x)+X(x)S(x)}
где је {\displaystyle H(x)={Y(x)S'(x) \over S(x)}}
Може се показати да је {\displaystyle H(x)} полином

## Белешке
- Ostrogradsky, M. (1845a), „De l'intégration des fractions rationnelles”, Bulletin de la classe physico-mathématique de l'Académie Impériale des Sciences de Saint-Pétersbourg, 4: 145—167.
- Ostrogradsky, M. (1845b), „De l'intégration des fractions rationnelles (fin)”, Bulletin de la classe physico-mathématique de l'Académie Impériale des Sciences de Saint-Pétersbourg, 4: 286—300.
- Woodard, R.P. (9. 8. 2015). „The Theorem of Ostrogradsky”. arXiv:1506.02210  [hep-th].